# Gurdijelje
Gurdijelje (Servisch cyrillisch Гурдијеље) is een plaats in de Servische gemeente Tutin. De plaats telt 93 inwoners (2002).